# Caliban (måne)
Caliban er en af planeten Uranus' måner: Den blev opdaget den 6. september 1997 af Brett J. Gladman, Philip D. Nicholson, Joseph A. Burns og John J. Kavelaars ved hjælp af det 200 tommer store Hale-teleskop — ved samme lejlighed opdagede de månen Sycorax. Lige efter opdagelsen fik Caliban den midlertidige betegnelse S/1997 U 1, men siden har den Internationale Astronomiske Union vedtaget at opkalde den efter uhyret Caliban fra William Shakespeares skuespil The Tempest. Månen Caliban kendes desuden også under betegnelsen Uranus XVI (XVI er romertallet for 16).